# Comuna Nîjni Remetî, Bereg
Nîjni Remetî (în ucraineană Нижні Ремети) este o comună în raionul Bereg, regiunea Transcarpatia, Ucraina, formată din satele Nîjni Remetî (reședința) și Verhni Remetî.

## Demografie
Componența lingvistică a comunei Nîjni Remetî
     Ucraineană (97,86%)
     Rusă (1,11%)
     Alte limbi (1,03%)
Conform recensământului din 2001, majoritatea populației comunei Nîjni Remetî era vorbitoare de ucraineană (97,86%), existând în minoritate și vorbitori de rusă (1,11%).